# Artifodina himalaica
Artifodina himalaica là một loài bướm đêm thuộc họ Gracillariidae. Nó được tìm thấy ở Nepal.
Sải cánh dài 7–11 mm. Ấu trùng ăn Myrsine semiserrata. Chúng ăn lá nơi chúng làm tổ.